# V627 Возничего
V627 Возничего (лат. V627 Aurigae) — двойная затменная переменная звезда типа W Большой Медведицы (EW) в созвездии Возничего на расстоянии приблизительно 5124 световых лет (около 1571 парсека) от Солнца. Видимая звёздная величина звезды — от +14,1m до +13,7m. Орбитальный период — около 0,3878 суток (9,3074 часов).

## Характеристики
Первый компонент — жёлтая звезда спектрального класса G. Радиус — около 1,99 солнечного, светимость — около 3,043 солнечных. Эффективная температура — около 5405 K.
Второй компонент — жёлтая звезда спектрального класса G.